# Mas de l'Alseda
El Mas de l'Alseda és una masia de Roses (Alt Empordà) inclosa a l'Inventari del Patrimoni Arquitectònic de Catalunya.

## Descripció
Situat al nord-est del nucli urbà de la població, a la vall de l'Alseda i molt a prop de la capçalera de la riera de Ginjolers. S'hi accedeix a través de la urbanització del Mas Oliva, agafant una pista de terra que hi condueix.
Mas format per l'habitatge pròpiament dit i d'altres construccions annexes, que li confereixen una planta més o menys rectangular. L'edifici principal està situat a la part est del conjunt. De planta rectangular i una orientació nord-sud, aquest cos es troba distribuït en planta baixa i pis, amb coberta a dues vessants. S'accedeix al seu interior mitjançant una escala exterior adossada al sud. Presenta obertures emmarcades amb carreus desbastats al primer pis. Les de la façana oest tenen dues lloses de pissarra sobresortints a banda i banda. A l'interior hi ha les habitacions, la cuina, amb forn de pa i la sala principal, amb llar de foc. A la planta baixa, les diverses estances estan cobertes amb voltes de canó i d'aresta bastides amb pedra i amb restes de l'encofrat encanyissat. Destinada a quadres, magatzems i pallisses.
Per la banda oest se li adossa un altre cos de planta rectangular, amb coberta a dues vessants i una sola planta. La façana principal presenta dues portes d'accés a l'interior, una d'arc rebaixat bastida amb pedra disposada a sardinell i l'altra rectangular. Per la part davantera, es conserven restes de la tanca de pedra que delimitava el pati o corral del mas i d'altres petits edificis annexos. A uns 20 metres del conjunt, a l'altra banda del camí d'accés, hi ha les restes del paller.

## Història
La primera documentació localitzada data del 23 de novembre de 1362, i fa referència a una peça de terra sobre el molí d'en Salzeda i la resclosa del molí. Encara avui en dia quan plou i l'aigua neteja la terra s'hi poden apreciar les restes dels fonaments del molí. Aquestes foren excavades al final del segle xx. De la mateixa manera, molt a prop es troben dos forns per coure la pedra per fer calç. Durant molt de temps, el mas funcionava com a refugi pels veïns en cas d'atacs de pirateria o ràtzies. Hi ha constància que durant la Guerra de la Independència, el pis i part de la masia foren enderrocats, encara que posteriorment es van reconstruir.
L'any 1984, el propietari Antonio Mª Coll ven l'heretat anomenada l'Alseda a la societat "L'Alseda S.A." domiciliada a Roses.